# Crimen sin olvido
Crimen sin olvido es una coproducción de Argentina y Bolivia dirigida por Jorge Mistral según su propio guion escrito en colaboración con Gustavo Ghirardi que fue producida en 1968 y se exhibió en Bolivia pero nunca fue estrenada comercialmente en Argentina. Tuvo como protagonistas a Jorge Mistral,  Graciela Dufau, Héctor Méndez y Rosángela Balbo. La película tuvo el título alternativo de Misión cerca del cielo.

## Sinopsis
La película está basada en el caso Eichmann.

## Reparto
- Jorge Mistral
- Graciela Dufau
- Héctor Méndez
- Rosángela Balbo
- Santiago Gómez Cou
- Marcos Zucker
- Hugo Roncal

## Comentarios
Para Guadi Calvo la película es:

” Un policial a imitación de Hollywood, de factura  muy pobre que pasó sin mayor trascendencia”